# Негрево
Не́грево (мак. Негрево) — село у Північній Македонії, яке входить до общини Пехчево, що в Східному регіоні країни.
Громада складається з — 97 осіб (перепис 2002) і всі македонці. Село розкинулося в гірській місцевості (середні висоти — 1080 метрів) історико-географічної місцини Мелешево.